# 我々はどこから来たのか 我々は何者か 我々はどこへ行くのか
『我々はどこから来たのか 我々は何者か 我々はどこへ行くのか』（われわれはどこからきたのか われわれはなにものか われわれはどこへいくのか, 仏: D'où venons-nous ? Que sommes-nous ? Où allons-nous ?）は、フランスの画家ポール・ゴーギャンが1897年から1898年にかけて描いた絵画。ゴーギャンの作品のうち、最も有名な絵画の1つである。絵画の左上にはフランス語で「D'où Venons Nous Que Sommes Nous Où Allons Nous」と題名が書かれ、右上には「P. Gauguin 1897」と署名および年が書かれている。
タヒチで描かれた作品で、2020年6月現在は米国マサチューセッツ州ボストンにあるボストン美術館に所蔵されている。

## 来歴
ゴーギャンは、故郷のフランスよりも素朴で単純な生活を求めて、1891年にタヒチ島に渡った。タヒチ滞在時代の1897年から1898年に描き上げたこの作品は、高度に独自の様式化された神話の世界を描いた他の作品と同様に、ゴーギャンの代表作とされており、ゴーギャンの精神世界を最も描き出している作品と言われている。
現在、この作品が所蔵されているボストン美術館のキュレーターは、この絵画の所有者の記録を更新し続けており、これは来歴がまだ完全なものではないことを意味する。最初の記録として、1898年にゴーギャンがこの絵画をフランス人画家・美術収集家ジョルジュ＝ダニエル・ド・モンフレェに送っているのが確認されている。その後、何人かのパリやヨーロッパの画商、収集家の手に渡り、1936年にニューヨークのマリー・ハリマン・ギャラリーが入手した。ボストン美術館がこの絵画をマリー・ハリマン・ギャラリーから購入したのは、1936年4月16日のことである。
この作品は、シカゴ美術館で開催された「セザンヌからピカソまで」という展覧会で、2007年2月17日から5月12日まで展示され、それ以来もと通りボストン美術館に展示されている。

## 概要
本作を手掛ける直前のゴーギャンは愛娘アリーヌを亡くしたほか、家から立ち退きを余儀なくされ借金を抱えた上に健康状態も悪化するなど、失意のどん底にあった。実際に本作を描き上げた後に自殺を決意しており（未遂に終わる）、自身の画業の集大成と考え、様々な意味を持たせたと言われる。絵画の右から左へと描かれている3つの人物群像が、この作品の題名を表している。画面右側の子供と共に描かれている3人の人物は人生の始まりを、中央の人物たちは成年期をそれぞれ意味し、左側の人物たちは「死を迎えることを甘んじ、諦めている老女」であり、老女の足もとには「奇妙な白い鳥が、言葉がいかに無力なものであるかということを物語っている」とゴーギャン自身が書き残している。背景の青い像は恐らく「超越者 (the Beyond)」として描かれている。この作品について、ゴーギャンは、「これは今まで私が描いてきた絵画を凌ぐものではないかもしれない。だが、私にはこれ以上の作品は描くことはできず、好きな作品と言ってもいい」としている。
この作品は、ゴーギャンのポスト印象派の先駆けとも言える。自身の感情、印象派的な技法を強く追求するあまり、鮮やかな色彩、明確な筆使いといった印象派の手法を否定する結果となり、20世紀のキュビズム、フォービズムなどといったアヴァンギャルドの前兆となった。

## 背景
ゴーギャンは、11歳から16歳までオルレアン郊外のラ・シャペル＝サン＝メスマン神学校の学生であった。そして、この学校には、オルレアン司教フェリックス・デュパンルーを教師とするカトリックの典礼の授業もあった。デュパンルーは、神学校の生徒たちの心にキリスト教の教理問答を植え付け、その後の人生に正しい教義において霊的な影響を与えようと試みた。この教理における3つの基本的な問答は「人間はどこから来たのか」、「どこへ行こうとするのか」、「人間はどうやって進歩していくのか」であった。ゴーギャンは、後半生にキリスト教に対して猛反発するようになるが、デュパンルーが教え込んだこれらのキリスト教教理問答は、ゴーギャンから離れることはなかったと言える。